# Paeromopus paniculus
Paeromopus paniculus är en mångfotingart som beskrevs av Shelley och Bauer 1997. Paeromopus paniculus ingår i släktet Paeromopus och familjen Paeromopodidae. Inga underarter finns listade i Catalogue of Life.